# Ismaïl Khelil
Pour les articles homonymes, voir Khelil (homonymie).
Ismaïl Khelil (arabe : إسماعيل خليل), né le 11 juillet 1932 à Gafsa et mort le 20 novembre 2017, est un diplomate, homme politique et économiste tunisien.

## Biographie

### Jeunesse et études
Il étudie à l'université de Grenoble, où il obtient une licence.

### Parcours professionnel
Il travaille en tant que secrétaire à l'ambassade de Tunisie à Rome de 1957 à 1960 puis en tant que conseiller à l'ambassade de Tunisie à Washington jusqu'en 1964. Il devient ensuite maire de Gafsa (1966-1969) puis ambassadeur de Tunisie à Londres (1969-1972) et Bruxelles (1972-1978), puis directeur général de la coopération internationale au ministère des Affaires étrangères (1978-1979). Il dirige par ailleurs la compagnie aérienne Tunisair entre 1979 et 1980 puis intègre la Banque mondiale en tant que directeur exécutif entre 1980 et 1984.
Il occupe les fonctions de ministre du Plan entre le 18 juin 1983 et le 27 octobre 1987 et des Finances entre le 8 juillet 1986 et le 27 octobre 1987, dans un climat économique difficile causé par l'endettement que connaît alors le pays. Il remet ses portefeuilles à la suite d'un remaniement gouvernemental initié par le nouveau Premier ministre Zine el-Abidine Ben Ali.
Il est alors nommé gouverneur de la Banque centrale de Tunisie, poste qu'il conserve lors de l'accession de Ben Ali à la présidence de la République tunisienne et ce jusqu'au 3 mars 1990. Il occupe alors brièvement la fonction de ministre des Affaires étrangères du 3 mars au 28 août 1990. Il devient ensuite ambassadeur de Tunisie aux États-Unis le 6 mars 1991.
Au terme de ses responsabilités à Washington en 1994, il travaille dans le secteur privé, comme conseiller à Amen Bank et comme président du conseil d'administration de la Compagnie méditerranéenne d'assurances et de réassurances.

### Vie privée
Ismaïl Khelil est marié et père d'une fille.